# Christopher Warren-Green
Christopher Warren-Green (Gloucestershire, 30 luglio 1955) è un violinista e direttore d'orchestra britannico.

## Biografia
Warren-Green frequentò la Westminster City School, dove era corista e successivamente la Royal Academy of Music.
Ha prestato servizio come primo violino della Philharmonia Orchestra. Warren-Green ha ricoperto la carica di direttore musicale della London Chamber Orchestra (LCO) dal 1988. Nel 2005 Vladimir Ashkenazy invitò Warren-Green e la LCO ad Hong Kong come orchestra residente per l'Hong Kong International Piano Competition.
Su invito personale del Principe di Galles, Warren-Green è stato invitato a organizzare la musica e dirigere l'Orchestra della Filarmonica per il Servizio di Dedizione e Preghiera che celebra il matrimonio del Principe di Galles e della Duchessa di Cornovaglia. Per celebrare l'80º compleanno della regina a Kew Palace, ha diretto un concerto privato per l'intera famiglia reale.
Nel 1998 Warren-Green diventò direttore ospite principale della Nordic Chamber Orchestra, subentrando come direttore principale dal 2001 al 2005. Dal 1998 al 2001 è stato direttore principale della Joenkoeping Sinfonietta. È stato nominato direttore principale della Camerata Resident Orchestra del Megaron di Atene nell'ottobre 2004. Nel maggio 2009 la Charlotte Symphony Orchestra nominò Warren-Green suo undicesimo direttore musicale, con efficacia dalla stagione 2010-2011. Nell'agosto 2012 l'orchestra annunciò l'estensione del contratto di Warren-Green fino alla stagione 2015-2016.
Warren-Green ha registrato per BMG, EMI, Philips, Virgin, Warner Classics, Chandos e Deutsche Grammophon. Nel luglio 2007 ha diretto la prima del Concerto per pianoforte e orchestra di Nigel Hess, commissionato dal Principe di Galles in memoria di sua nonna, con il solista Lang Lang. Ha diretto la London Chamber Orchestra al matrimonio di aprile 2011 del Duca e della Duchessa di Cambridge davanti ad un pubblico televisivo mondiale.
Nel maggio 2018 ha diretto l'orchestra al matrimonio reale del Principe Henry e Meghan Markle. Il gruppo era composto da musicisti della BBC National Orchestra of Wales e della English Chamber Orchestra e del violoncellista virtuoso Sheku Kanneh-Mason.
Nell'agosto del 2008 Warren-Green è apparso nella serie televisiva del reality TV Maestro su BBC Two con tema il talent show, come mentore di Jane Asher, una degli studenti.
Warren-Green è sposato con Rosemary Furniss, violinista, direttrice artistica e primo violino della LCO. Hanno tre figli e tre figliastri.